# Пангендл (Техас)
Пангендл (англ. Panhandle) — місто (англ. town) в США, в окрузі Карсон штату Техас. Населення — 2378 осіб (2020).

## Географія
Пангендл розташований за координатами 35°20′47″ пн. ш. 101°22′50″ зх. д. / 35.34639° пн. ш. 101.38056° зх. д. (35.346300, -101.380508).  За даними Бюро перепису населення США в 2010 році місто мало площу 5,50 км², з яких 5,50 км² — суходіл та 0,00 км² — водойми.

### Клімат
| Клімат : Пангендл     | Клімат : Пангендл | Клімат : Пангендл | Клімат : Пангендл | Клімат : Пангендл | Клімат : Пангендл | Клімат : Пангендл | Клімат : Пангендл | Клімат : Пангендл | Клімат : Пангендл | Клімат : Пангендл | Клімат : Пангендл | Клімат : Пангендл | Клімат : Пангендл |
| Показник              | Січ.              | Лют.              | Бер.              | Квіт.             | Трав.             | Черв.             | Лип.              | Серп.             | Вер.              | Жовт.             | Лист.             | Груд.             | Рік               |
| Середній максимум, °C | 9,9               | 12,2              | 17,1              | 22,2              | 26,7              | 31,1              | 33,8              | 32,8              | 28,8              | 22,6              | 15,7              | 9,3               | 21,8              |
| Середній мінімум, °C  | −5,4              | −3,8              | −0,1              | 4,6               | 10,2              | 15,3              | 17,8              | 17,2              | 12,8              | 6,4               | −0,1              | −5,2              | 5,8               |
| Норма опадів, мм      | 15                | 16                | 35                | 45                | 71                | 91                | 64                | 71                | 56                | 49                | 23                | 19                | 557               |
| --------------------- | ----------------- | ----------------- | ----------------- | ----------------- | ----------------- | ----------------- | ----------------- | ----------------- | ----------------- | ----------------- | ----------------- | ----------------- | ----------------- |
| Джерело: NOAA         |                   |                   |                   |                   |                   |                   |                   |                   |                   |                   |                   |                   |                   |

## Демографія
Згідно з переписом 2010 року, у місті мешкали 2452 особи в 927 домогосподарствах у складі 690 родин. Густота населення становила 446 осіб/км².  Було 1022 помешкання (186/км²).
Расовий склад населення:
| - 94,0 % — білих - 1,3 % — корінних американців - 0,6 % — чорних або афроамериканців - 0,2 % — азіатів - 2,7 % — осіб інших рас |

До двох чи більше рас належало 1,3 %. Частка іспаномовних становила 9,8 % від усіх жителів.
За віковим діапазоном населення розподілялося таким чином: 28,5 % — особи молодші 18 років, 54,2 % — особи у віці 18—64 років, 17,3 % — особи у віці 65 років та старші. Медіана віку мешканця становила 39,9 року. На 100 осіб жіночої статі у місті припадало 93,1 чоловіків;  на 100 жінок у віці від 18 років та старших — 86,4 чоловіків також старших 18 років.
Середній дохід на одне домашнє господарство  становив 81 386 доларів США (медіана — 73 380), а середній дохід на одну сім'ю — 86 855 доларів (медіана — 75 893). За межею бідності перебувало 11,0 % осіб, у тому числі 19,9 % дітей у віці до 18 років та 8,3 % осіб у віці 65 років та старших.
Цивільне працевлаштоване населення становило 1235 осіб. Основні галузі зайнятості: освіта, охорона здоров'я та соціальна допомога — 18,8 %, виробництво — 15,2 %, науковці, спеціалісти, менеджери — 12,6 %, будівництво — 10,9 %.